# Layers of Light
Layers of Light är ett musikalbum av Nils Landgren och Esbjörn Svensson, utgivet 2001 av ACT. Albumet är en uppföljare till duons tidigare utgåva Swedish Folk Modern där de spelar svensk folkmusik med jazzarrangemang.

## Låtlista
Alla låtar är traditionella och arrangerade av Landgren/Svensson om inget annat anges.
1. Song from the Valley (Vallåt från Hammerdal) – 3:33
2. Calling the Goats (Get-trall) – 3:37
3. Kauk (Slatt-kauk) – 4:07
4. Kristallen (Kristallen den fina) – 4:25
5. Mattmar (Vallåt från Mattmar) – 2:59
6. Låkk (Låkk-låt) – 4:32
7. Höpsi (Halling efter Höpsi-Kerstin) – 2:53
8. Calling the Cows (Vallåt) – 4:16
9. Lullaby (Vaggvisa) – 3:21
10. Simple Song (Thuresson's visa) – 3:03
11. Layers of Light (Esbjörn Svensson) – 5:04
12. Lonely at the Lakeside (Psalm) – 3:38
13. Norwegian Fox Trot (Halling) – 4:21
14. Nils Walksong(Gånglåt efter Lapp-Nils) – 3:57
15. The Farewell (Bengt-Arne Wallin) – 3:33

## Medverkande
- Nils Landgren — trombon
- Esbjörn Svensson — piano